# Xiyingzi
Xiyingzi (kinesiska: 西营子, 西营子乡) är en socken i Kina. Den ligger i den autonoma regionen Inre Mongoliet, i den norra delen av landet, omkring 150 kilometer sydväst om regionhuvudstaden Hohhot.
Genomsnittlig årsnederbörd är 722 millimeter. Den regnigaste månaden är juli, med i genomsnitt 214 mm nederbörd, och den torraste är januari, med 2 mm nederbörd.